# Cleveland Division of Police
Pour les articles homonymes, voir CDP.
 (novembre 2015).
Si vous disposez d'ouvrages ou d'articles de référence ou si vous connaissez des sites web de qualité traitant du thème abordé ici, merci de compléter l'article en donnant les références utiles à sa vérifiabilité et en les liant à la section « Notes et références ».

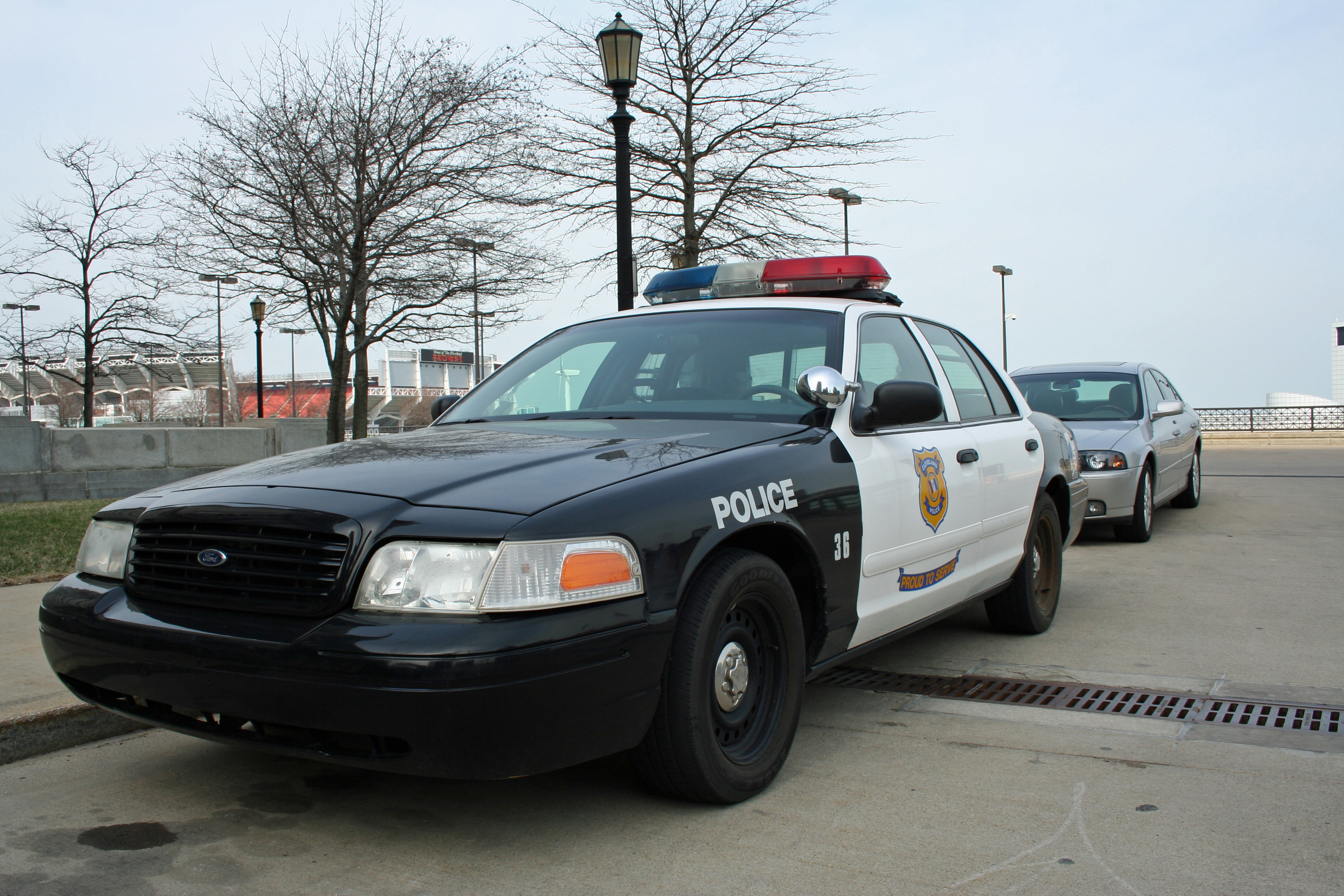
Un véhicule de la Cleveland Division of Police en 2010.

La Cleveland Division of Police est le service de police de la ville américaine de Cleveland, dans l'Ohio. Elle a été établie en 1868.